# Lego Indiana Jones
Lego Indiana Jones var en produktlinje produceret af den danske legetøjskoncern LEGO. Serien blev lanceret i 2008 og var baseret på filmserien om Indiana Jones under licens fra Lucasfilm. Rettighederne til byggelegetøj i Indiana Jones tema blev annonceret i juni 2007, og fulgte op på den succesfulde Lego Star Wars franchise, der også var under licens fra Lucasfilm. De første sæt blev udgivet i 2008 og blev baseret på to af de tre tidligere film (Jagten på den forsvundne skat fra 1981 og Indiana Jones og det sidste korstog fra 1989). Sæt med scener fra den fjerde film, Indiana Jones og Krystalkraniets Kongerige, udkom i 2008 senere i 2008 nogenlunde samtidig med filmen. Sæt med scener fra Indiana Jones og templets forbandelse (1984) udkom først i 2009, hvor der blev lanceret et stort sæt som rekonstruerede scenen med jagten i minevogne.
Til temaet hører også en computerspilsserie. Lego Indiana Jones: The Original Adventures udkom den 3. juni 2008, og var baseret på den oprindelige trilogi. Herefter blev der udgivet en opfølger kaldet Lego Indiana Jones 2: The Adventure Continues i november 2009, som inkluderede scener fra Krystalkraniets Kongerige samt en mulighed for selv at konstruere baner.
Der blev også produceret en kortfilm kaldet Lego Indiana Jones and the Raiders of the Lost Brick, som blev instrueret af Peder Pedersen, der blev udgivet på det officielle legosite, som kombinerede detaljer fra alle fire Indiana Jones-film i én fortælling.

## Sæt
| Navn                         | Nummer | Minifigurer | Udgivet | Film                                               | Dele |
| ---------------------------- | ------ | --- | ------- | -------------------------------------------------- | ---- |
| Motorcycle Chase             | 7620   | Indiana Jones, Henry Jones, Sr., tysk motorcyklist                                                                             | 2008    | Indiana Jones and the Last Crusade                 | 79   |
| The Lost Tomb                | 7621   | Indiana Jones, Marion Ravenwood, Skeleton                                                                                      | 2008    | Raiders of the Lost Ark                            | 277  |
| Race for the Stolen Treasure | 7622   | Indiana Jones, tyske vagter x2, hest                                                                                           | 2008    | Raiders of the Lost Ark                            | 272  |
| Temple Escape                | 7623   | Indiana Jones, Rene Belloq, Satipo, Jock, Skelet x2                                                                            | 2008    | Raiders of the Lost Ark                            | 552  |
| Jungle Duel                  | 7624   | Indiana Jones, Irina Spalko, Mutt Williams                                                                                     | 2008    | Indiana Jones and the Kingdom of the Crystal Skull | 90   |
| River Chase                  | 7625   | Indiana Jones, Russian Guards x2, Marion Ravenwood                                                                             | 2008    | Indiana Jones and the Kingdom of the Crystal Skull | 234  |
| Jungle Cutter                | 7626   | Indiana Jones, Colonel Dovchenko, Russian Guards x2                                                                            | 2008    | Indiana Jones and the Kingdom of the Crystal Skull | 511  |
| Temple of the Crystal Skull  | 7627   | Indiana Jones, Mutt Williams, Irina Spalko, Russian Guard, Ugha Warriors x2, Crystal Skull Skeletons x2, Conquistador Skeleton | 2008    | Indiana Jones and the Kingdom of the Crystal Skull | 929  |
| Peril in Peru                | 7628   | Indiana Jones, Mutt Williams, Irina Spalko, Russian Guard, Pilot, Colonel Dovchenko                                            | 2008    | Indiana Jones and the Kingdom of the Crystal Skull | 625  |
| Jungle Cruiser               | 20004  | Indiana Jones (no bag) | 2008    | Indiana Jones and the Kingdom of the Crystal Skull | 83   |
| Shanghai Chase               | 7682   | Indiana Jones (smoking), Willie Scott, Short Round, Lao Che, Kao Kan                                                           | 2009    | Indiana Jones and the Temple of Doom               | 244  |
| Fight on the Flying Wing     | 7683   | Indiana Jones, Marion Ravenwood, German Mechanic, German Pilot                                                                 | 2009    | Raiders of the Lost Ark                            | 376  |
| Ambush in Cairo              | 7195   | Indiana Jones (Cairo), Swordsman, Cairo Bandit, Marion Ravenwood                                                               | 2009    | Raiders of the Lost Ark                            | 79   |
| Chauchilla Cemetery Battle   | 7196   | Indiana Jones, Mutt Williams, Cemetery Warriors x2                                                                             | 2009    | Indiana Jones and the Kingdom of the Crystal Skull | 189  |
| Venice Canal Chase           | 7197   | Indiana Jones (professor), Elsa Schneider, Kazim, Brotherhood of the Cruciform Sword guard                                     | 2009    | Indiana Jones and the Last Crusade                 | 420  |
| Fighter Plane Attack         | 7198   | Indiana Jones (no bag), Henry Jones Sr., German Pilot                                                                          | 2009    | Indiana Jones and the Last Crusade                 | 339  |
| The Temple of Doom           | 7199   | Indiana Jones (Kali), Willie Scott (Kali), Short Round, Thuggee, Chief Thugee, Mola Ram                                        | 2009    | Indiana Jones and the Temple of Doom               | 654  |

## Modtagelse
Lego Indiana Jones blev en af de mest populære Lego-temaer i sin samtidig, og i slutningen af 2008 blev serien krediteret for at have været med til at øge Legos indtjening i et ellers stagnerende legetøjsmarked sammen med Lego Star Wars. Temaet "solgte ekstremt godt - særligt på det nordamerikanske marked."  Sættene blev nogle gange sammenlignet med dem fra den tidligere serie Lego Adventurers, (der var stærkt inspireret af Indiana Jones), som eksisterede fra 1998 til 2003.